# مونا
مونا نامی است که ریشه یونانی، ایتالیای باستان، اسکاتلندی، عربی، ایرانی و … داشته که در هر کدام معنای متفاوتی دارد. مونا به معنی هدف و همچنین به معنی منتهای آرزو، ماه، یکتا، شکوفه، جنگجوی اسکاندیناوی، بانوی من و هم چنین کسی که تنهایی را دوست دارد (تنها) می‌باشد.
مونا همچنین به معنی ضمانت اجرا و نام الهه خداست.
مونا، ریشه پهلوی نیز دارد که در ریشه پهلوی به معنای عشق می‌باشد. در کتابهای تاریخی از مونا به عنوان خانوم بها یاد شده است بها یکی از پادشاهان عصر سلجوقیان بود